# Palazzo del Parlamento di Bretagna

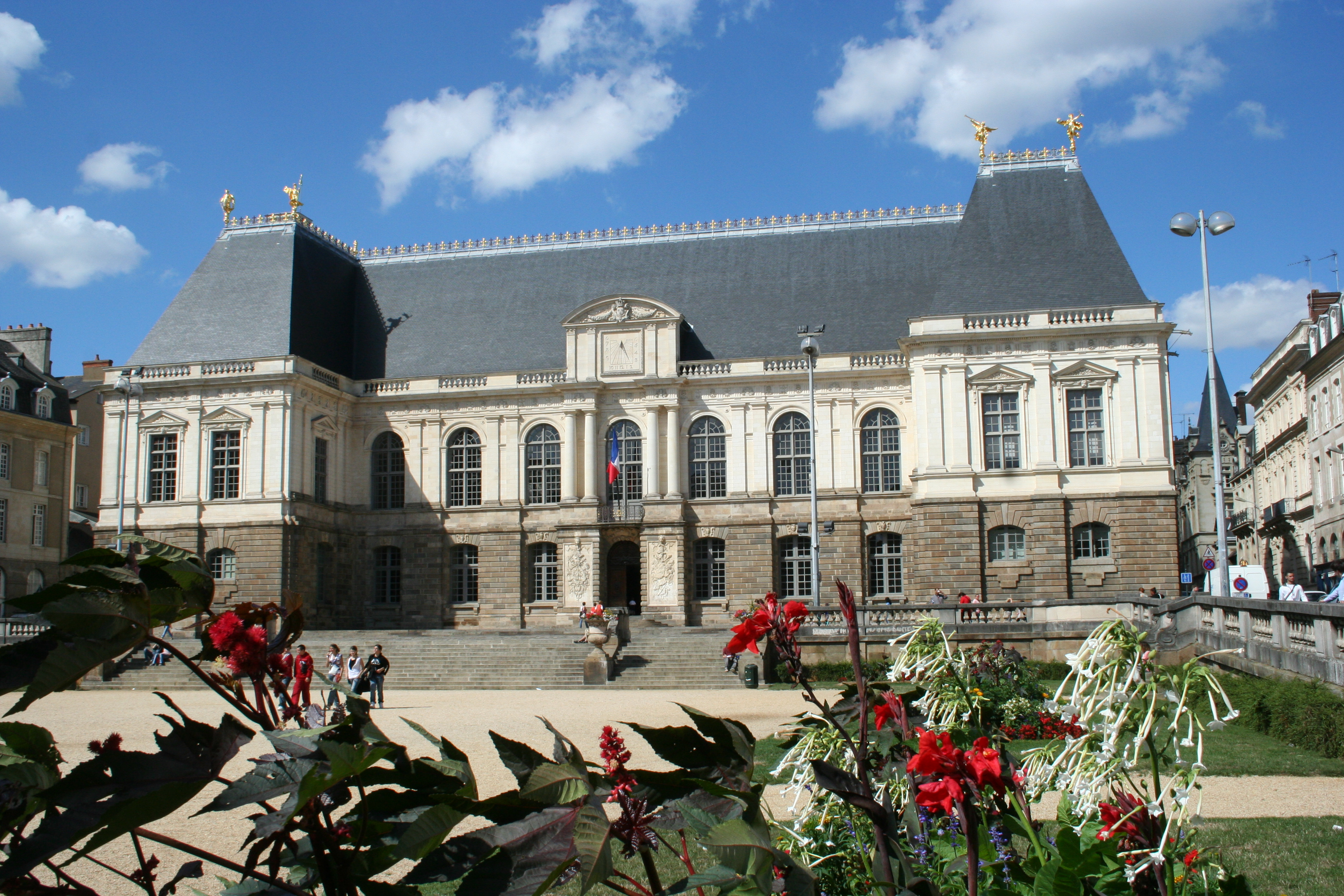
Veduta del palazzo

Il palazzo del Parlamento di Bretagna, successivamente noto come palazzo di Giustizia, è un edificio di Rennes (Francia).
Sorse nel 1604, su progetto dell'architetto Salomon de Brosse, e fu sede del Parlement de Bretagne dalla sua costruzione fino al 1790.
Dal 1804 ospita la corte di appello della città. Danneggiato durante un incendio, nel 1994, è stato quindi restaurato.
Esso può essere considerato la prima vera opera del classicismo barocco francese.
Infatti, rispetto ai palazzi costruiti fino ad allora, le ali assumono qui una minore importanza, mentre il centro della facciata è sottolineato da due coppie di colonne binate sulle quali poggia un frontone rotondo, così da sottolineare l'asse centrale della costruzione.